# Дарвиш, Махмуд
Махмуд Дарвиш (араб. محمود درويش‎; 13 марта 1941, Аль-Бирва, Британский мандат в Палестине — 9 августа 2008, Хьюстон, Техас) — палестинский поэт и писатель, обладатель ряда литературных наград, признан национальным палестинским поэтом. Автор Палестинской декларации о независимости 1988 года. В его поэзии Палестина становится метафорой потерянного Эдема, смерти и воскресения, страдания из-за вынужденного изгнания.

## Биография

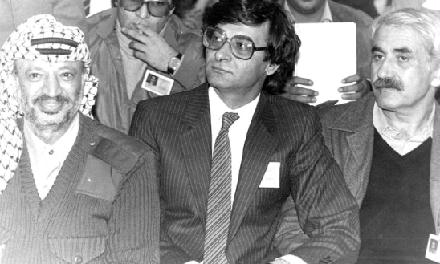
Ясир Арафат, Махмуд Дарвиш, Жорж Хабаш.

Дарвиш родился в западной Галилее в селении Аль-Бирва. Он был вторым ребёнком Салима и Хурейи Дарвиш. Отец его был землевладельцем. Его мать была неграмотна. Грамоте Махмуда учил дед. После образования государства Израиль, семья вынуждена была уехать в Ливан: сперва в Джизин, затем Дамур. Через год они вернулись в окрестности Акко, входившие уже в состав Израиля, и поселились в Дир-эль-Асаде. Дарвиш поступил в среднюю школу в Кфар Ясифее. Через некоторое время он переезжает в Хайфу. В 19 лет он опубликовал свой первый сборник стихов Asafir bila ajniha (Птицы без крыльев).
В 1970 году Дарвиш едет учиться в СССР, где обучается Московском университете год, а позже уезжает в Египет. После того, как он становится участником Организации освобождения Палестины в 1973 году, ему запрещается жить в Израиле.
В 1983 году ему была присуждена международная Ленинская премия «За укрепление мира между народами». В СССР опубликован ряд его произведений.
Только в 1995 году он просит власти Израиля пустить его в страну на похороны его друга Эмиля Хабиби. Ему было разрешено находиться в Хайфе 4 дня.
Его последний визит в Израиль состоялся 15 июля 2007 года. Дарвиш осудил проявления насилия между Фатх и Хамас.
Скончался в больнице Memorial Hermann в Хьюстоне, штат Техас. Причиной смерти стали осложнения в связи с недавно проведенной хирургической операцией на сердце.
Руководство Палестинской национальной администрации (ПНА) объявило трехдневный траур в связи с кончиной Махмуда Дарвиша. «Мне больно объявлять об уходе из жизни человека, влюблённого в Палестину, великого национального борца, основоположника современной палестинской культуры», — сказал глава ПНА Махмуд Аббас. «Потеря такого человека может заметно отразиться на культурном, политическом и национальном движении палестинской нации. Утешает только то, что он оставил после себя плеяду учеников, которые обязательно продолжат его творческий путь».
Тело Дарвиша было доставлено на самолёте из США в Иорданию и оттуда в Рамаллах. Поэта хоронили в гробу, накрытом палестинским флагом, в торжественной обстановке, в присутствии видных палестинских политиков и деятелей культуры.

## Награды
- Премия «Лотос» Ассоциации писателей Азии и Африки (1969)[17]
- Международная Ленинская премия «За укрепление мира между народами» (1983)
- Командор Ордена Искусств и литературы (1993; Франция)[18]
- The Lannan Foundation Prize for Cultural Freedom (2001)[19]
- Prince Claus Awards (2004)
- «Bosnian stećak» (2007)
- «Золотой венец» Стружских вечеров поэзии (2007)

## Поэзия
- 1960 — Asafir bila ajniha (Птицы без крыльев)
- 1964 — Awraq Al-Zaytun (Листья оливы)
- 1966 — Ashiq min filastin (Влюблённый из Палестины)
- 1967 — Akhir al-layl (Конец ночи)
- 1969 — Yawmiyyat jurh filastini (Дневник палестинской раны)
- 1969 — Habibati tanhad min nawmiha (Любимая пробуждается ото сна)
- 1970 — al-Kitabah 'ala dhaw’e al-bonduqiyah (Написанное при свете винтовки)
- 1970 — al-'Asafir tamut fi al-jalil (Птицы умирают в Галилее)
- 1971 — Mahmoud Darwish works (в двух томах)
- 1971 — Mattar na’em fi kharif ba’eed (Нежный дождь далекой осени)
- 1972 — Uhibbuki aw la uhibbuki (Люблю я тебя или не люблю)
- 1973 — Jondiyyun yahlum bi-al-zanabiq al-baidaa' (Солдат, мечтающий о белых лилиях)
- 1973 — Полное собрание сочинений: al-A’amal al-jadida (2004) and al-A’amal al-oula (2005).
- 1974 — Muhawalah raqm 7 (Попытка номер 7)
- 1975 — Tilka suratuha wa-hadha intihar al-ashiq (Это — её портрет, а это самоубийца-влюбленный)
- 1976 — Ahmad al-za’tar (Ахмад Заатар)
- 1977 — A’ras (Свадьбы)
- 1980 — al-Nasheed al-jasadi (Гимн тела).
- 1982 — Qasidat Bayrut (Ода Бейруту) (совместно с Муином Бсису),
- 1983 — Madih al-zill al-'ali (Ода высокой тени)
- 1984 — Hissar li-mada’eh al-bahr (Осада песен моря)
- 1984 — Victims of a Map, . Joint work with Samih al-Qasim and Adonis in English.
- 1986 — Sand and Other Poems (Песок и другие поэмы)
- 1985 — Hiya ughniyah, hiya ughniyah (Это — песня, это — песня)
- 1985 — Ward aqal (Одной розой меньше)
- 1989 — Ma’asat al-narjis, malhat al-fidda (Трагедия нарцисса, комедия серебра)
- 1990 — Ara ma oreed (Я вижу то, что хочу)
- 1992 — Ahad 'asher kaukaban (Одиннадцать планет)
- 1995 — Limaza tarakt al-hissan wahidan (Почему ты оставил коня одного?)
- 1995 — Psalms. A selection from Uhibbuki aw la uhibbuki
- 1998 — Sareer El-Ghariba (Чужое ложе)
- 1999 — Then Palestine
- 2000 — Jidariyya (Стенгазета)
- 2000 — The Adam of Two Edens: Selected Poems
- 2002 — Halat Hissar (В состоянии осады)
- 2003 — La ta’tazer 'amma fa’alt (Не извиняйся за то, что сделал)
- 2003 — Unfortunately, It Was Paradise: Selected Poems
- 2004 — al-A’amal al-jadida (Новые произведения) . Избранное из последних работ.
- 2005 — al-A’amal al-oula (Ранние произведения). В трёх томах. Избранное из ранних работ.
- 2005 — Ka-zahr el-lawz aw ab’ad (Точно цветок миндаля или дальше)
- 2007 — The Butterfly’s Burden

### Проза
- 1971 — Shai’on 'an al-wattan (Кое-что о родине),
- 1974 — Wada’an ayatuha al-harb, wada’an ayuha al-salaam (Прощай, война, прощай, мир)
- 1973 — Yawmiyyat al-hozn al-'aadi (Дневник обычной печали),
- 1987 — Dhakirah li-al-nisyan (В память о забвении),
- 1987 — Fi wasf halatina (Describing our condition),
- 1990 — al-Rasa’il (Письма). В соавторстве с Samih al-Qasim,
- 1991 — Aabiroon fi kalamen 'aaber (Bypassers in bypassing words),
- 2006 — Fi hadrat al-ghiyab (В присутствии отсутствия),
- 2008 — athar alfarasha (Эффект бабочки).

## Поэзия Махмуда Дарвиша в музыкальной обработке
В 1980-х годах палестинская музыкальная группа Sabreen в Израиле записала альбом, включающий версии стихотворений Дарвиша «On Man» и «On Wishes».
Многие стихи и поэмы Дарвиша были положены на музыку арабскими композиторами, среди которых Марсель Халифе, Рим Келани, Маджида Эль Руми и Ахмад Каабур. Наиболее заметными являются «Rita and the Rifle»(«Рита и винтовка»), «I lost a beautiful dream»(«Я потерял прекрасную мечту»), «Birds of Galilee»(«Птицы Галилеи») и «I Yearn for my Mother’s Bread»(«Я тоскую по хлебу моей матери»). Они стали гимнами по меньшей мере для двух поколений арабов.
Тамар Маскал, израильско-американский композитор, включила песню Дарвиша «Я оттуда» в свою композицию «Желтый ветер» для оркестра и арабской флейты, синтез арабской и израильской поэзии и тем из книги Давида Гроссмана «Желтый ветер».
В 2002 году швейцарский композитор Клаус Хубер завершил большую работу под названием «Die Seele muss vom Reittier steigen…», концерт камерной музыки для виолончели, баритона и контратенора, в который вошла песня Дарвиша «Душа должна спуститься со своей горы и идти на своих шелковых ногах».
В 2008 году американский композитор Мохаммед Файруз переложил подборки из «State of Siege» Дарвиша на музыку. В 2012 году в его третьей симфонии «Стихи и молитвы» вместе с текстами Махмуда Дарвиша звучат стихи арабской женщины-поэта Фадвы Тукан и израильского поэта Иехуды Амихая.
В 2011 году сирийский композитор Хассан Таха создал музыкальную пьесу «Игрок в кости» по мотивам стихов и текстов Махмуда Дарвиша. Её премьера прошла в экспериментальном центре современной музыки Гар дю Нор в Базеле, Швейцария.
Возмущенный попыткой запрета композиции «I am Yusuf, oh my father» созданной арабским композитором Марселем Халифе, норвежский певец и автор песен Модди написал свою оригинальную мелодию к стихотворению Дарвиша. Дарвиш представляет здесь историю Иосифа как аллегорию отвержения палестинцев израильтянами. Песня «Oh my father, I am Joseph» вошла в альбом Unsongs, который Модди выпустил в 2015 году.
В 2017 году британский музыкант Роджер Уотерс положил на музыку английский перевод Дарвиша «Lesson From the Kama Sutra (Wait for Her)» в своем альбоме Is This the Life We Really Want? в песне под названием «Wait for Her».